# Modern Combat
Modern Combat é uma série de jogos eletrônicos de tiro em primeira pessoa desenvolvidos e publicados pela Gameloft principalmente para dispositivos móveis Android e iOS, e logo mais para outras plataformas, incluindo o Nintendo Switch que foi lançado em 2019. Todas as parcelas da série Modern Combat jogam de forma semelhante às franquias: Call of Duty e Battlefield e apresentam múltiplas missões em ambientes variados com diferentes tarefas para os jogadores completarem. Os principais inimigos nos jogos são os terroristas e muitas das vezes, o jogador é acompanhado por outros soldados que lutam ao lado deles nas missões. Modern Combat: Sandstorm é o primeiro jogo da série Modern Combat, e foi seguido por Modern Combat 2: Black Pegasus de 2010, Modern Combat 3: Fallen Nation de 2011, Modern Combat 4: Zero Hour de 2012, Modern Combat 5: Blackout de 2014 e Modern Combat: Versus de 2017 focado na partida multijogador online.

## Jogos Publicados
| Ano  | Jogos                          | Plataformas                                                                |
| ---- | ------------------------------ | -------------------------------------------------------------------------- |
| 2009 | Modern Combat: Sandstorm       | Android, iOS, webOS, Bada                                                  |
| 2010 | Modern Combat 2: Black Pegasus | Java ME, Android, iOS, Xperia Play, BlackBerry PlayBook                    |
| 2011 | Modern Combat: Domination      | PlaySatation Network, macOS                                                |
| 2011 | Modern Combat 3: Fallen Nation | Android, iOS, Bada 2.0, BlackBerry PlayBook                                |
| 2012 | Modern Combat 4: Zero Hour     | Java ME, Android, iOS, Windows Phone 8, Blackberry 10, BlackBerry PlayBook |
| 2014 | Modern Combat 5: Blackout      | Android, iOS, Steam, tvOS, Windows 8.1, Nintendo Switch, Windows 10        |
| 2017 | Modern Combat Versus           | Android, iOS, Windows 8.1, Windows 10, Steam                               |

## Recepção
Pontuações agregadas da revisão em 2 de agosto de 2014.
| Jogo                           | GameRankings | Metacritic |
| ------------------------------ | ------------ | ---------- |
| Modern Combat: Sandstorm       | 82.57%       | NA         |
| Modern Combat 2: Black Pegasus | 84.29%       | 90/100     |
| Modern Combat: Domination      | 73.00%       | 67/100     |
| Modern Combat 3: Fallen Nation | 90.56%       | 88/100     |
| Modern Combat 4: Zero Hour     | 85.00%       | 82/100     |
| Modern Combat 5: Blackout      | 82.63%       | 81/100     |
| Modern Combat: Versus          | NA           | 67/100     |

As 5 entradas principais da série foram recebidas principalmente com críticas positivas dos críticos, enquanto os jogos spin-off Modern Combat: Domination e Modern Combat: Versus receberam críticas mistas.